# Lloriga

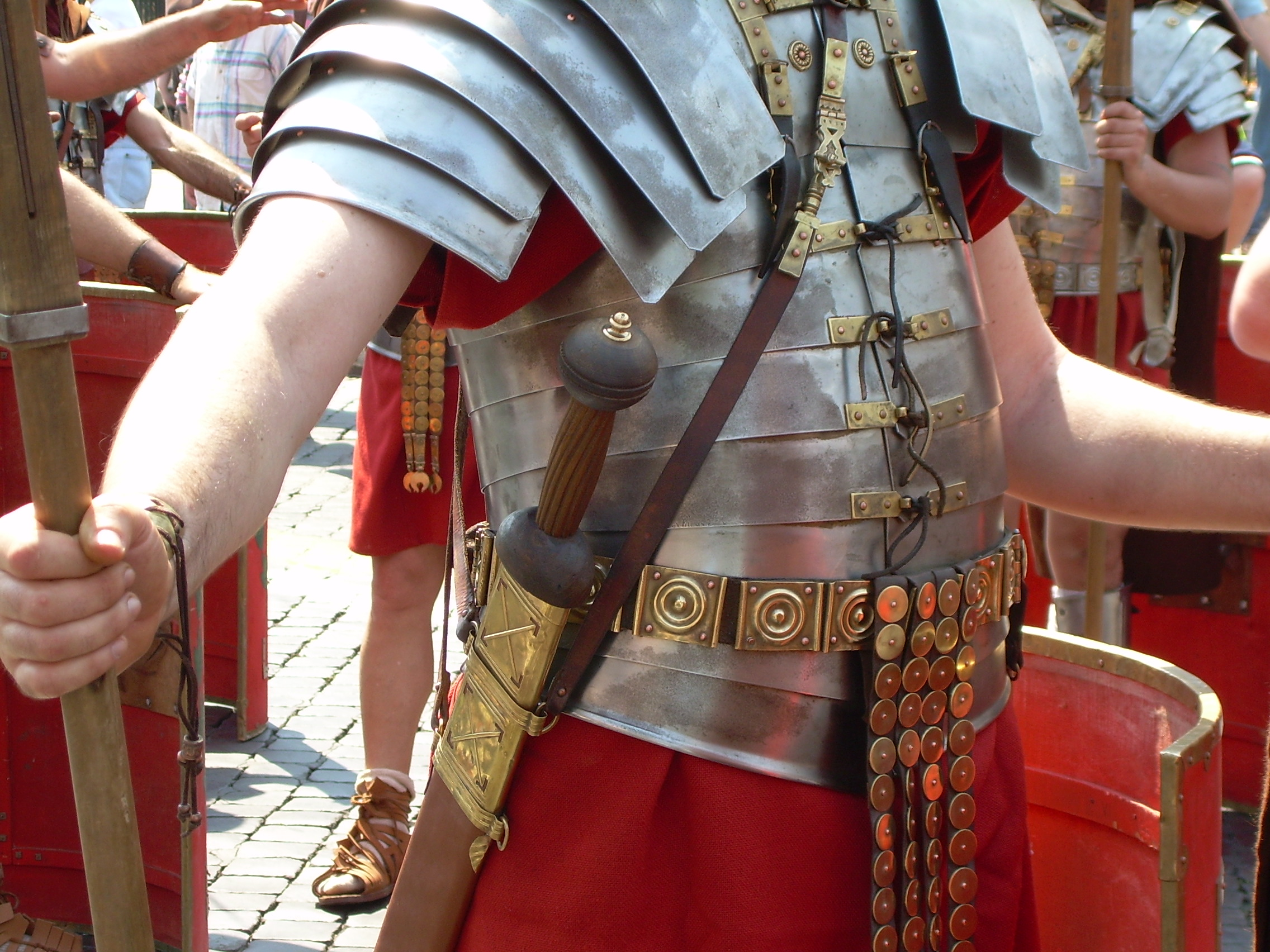
Lorica segmentata

La lloriga, paraula provinent del Llatí lorica (cuir), era una armadura de l'antiga Roma i de l'Edat Mitjana. Lloriga figura en documents Catalans al s.X paral·lelament amb el mot ausberg, tot i que lloriga ja es va reservar en aquests temps per a les defenses dels cavalls i no dels guerrers. El mot va ser substituït en part al s.XIII pel de gonió i al s.XIV es va imposar el terme cota de malla Els guerrers en la miniatura de la Bíblia de Rodes (segle XI) porten cota de malles, així com uns ausbergs d'escates, molt ben diferenciats als dibuixos.

## Lloriga antiga
Titus Livi explica que lorica era el coselet de cuir, anomenant thorax als de metall, però la major part dels escriptors que tracten d'aquestes matèries entenen que amb la veu lorica es designava l'armadura que cobria el tors, equivalent al que en temps posteriors es va designar amb el nom de peto .
Els legionaris de l'Imperi vestien cuirassas construïdes de làmines o faixes de metall, laminae, que cobrien el pit i l'esquena, envoltant la cintura, la cota de malles, molli lorica catena, composta de petits anells enllaçats entre si i la lloriga de tela gruixuda, plegada en molts doblecs, amarada en vinagre i sal que es distingia pels noms de bilex, trilex, etc., segons els caps del cordill amb què s'ordia aquell teixit.
Hi havia diferents classes de lloriga:
- Fèrria, la de ferro, que, segons Tàcit, portava l'Emperador Otó
- Hamata, formada per anelles unides entre si, i usada pels soldats romans de la República i l'Imperi,
- Squamata, formada d'escates
- Musculata peto de placa usat per emperadors o generals.
- Lintea, cota o jaqueta no ajustada
- Plumata, feta de petites peces en forma de ploma
- Serta o hamis conserta, que es deia quan les escates o plomes s'unien entre si per mitjà d'anells o filferro
- Segmentata, pròpia dels legionaris i composta de tires metàl·liques, sobre altres de cuir. Unes de tres dits amples cenyien el tors i d'altres, més estretes, defensaven les espatlles.

## Lloriga medieval
La lloriga del cavaller medieval era una peça de cuir usualment amb caputxa que s'utilitzava sota l'armadura o la cota de malla. També es deia així a la cota formada per làmines de ferro que portava per sota una túnica encoixinada, el belmez o cloïssa, i per sobre es perllongava amb l'almofar o caputxa de malles.